# Nikolaj Iljič Kamov
Nikolaj Iljič Kamov (rusko Никола́й Ильи́ч Ка́мов), ruski letalski konstruktor, * 14. september (1. september, ruski koledar) 1902, Irkutsk, Irkutska gubernija, Ruski imperij (sedaj Rusija), † 24. november 1973, Moskva, Sovjetska zveza (sedaj Rusija).

## Življenje in delo
Kamov je s šestnajstimi leti prišel v Tomsk in se vpisal na Fakulteto za strojništvo tamkajšnje politehnike (TTI). Med letoma 1918 in 1923 je bil nekaj časa sošolec s pilotom Haritonom Slavorossom, junakom bitke pri Verdunu. Verjetno je Slavorossov okužil Kamova z ljubeznijo do letalstva in letalskega strojništva. Z dvajsetimi leti je Kamov kot najmlajši študent, diplomant in inženir z odliko diplomiral na Fakulteti za strojništvo TTI. Med študijem je na Kamova vplival tudi profesor Aleksander Vasiljevič Kvasnikov, nekdanji učenec in pomočnik Žukovskega. Kvasnikov je bil med 1. svetovno vojno pilot, vendar ni bil veliko na fronti in se je večinoma ukvarjal z izdelavo letal. V osnove aviatike je uvedel mnoge sovjetske letalske konstruktorje, med njimi Kamova in Milja.
Kamov je leta 1929 z Nikolajem Skržinskim izdelal prvi sovjetski girokopter Kaskr-1 »rdeči inženir«. V letu 1935 so pod vodstvom Kamova izdelali vojaški girokopter A-7-3, ki so ga uporabljali v 2. svetovni vojni. Kamov je leta 1940 postal glavni konstruktor helikopterjev. Menda je v ruščino uvedel tudi samo besedo helikopter (вертолёт).
Pod njegovim vodstvom so izdelali naslednje helikopterje: Ka-8 (1948), Ka-10 (1953), Ka-15 (1956), Ka-18 (1960), Ka-25 (1968), Ka-26 (1967), rotorsko letalo Ka-22 (1964), aerosani Sever-2 in gliser Ka-30.
Po njem se je do leta 1992 imenovala tovarna helikopterjev, od tedaj do leta 2006 pa Kamov, ki se je skupaj s proizvajalcema Milj in Rostvertol združil v Oboronprom.